# Metka Filipič
Metka Filipič (roj. Adamič), slovenska toksikologinja in genetičarka, * 1954, Ljubljana.
Po diplomi in doktoratu na Biotehniški fakulteti v Ljubljani je sprva delovala kot raziskovalka v podjetju Lek in nato na Inštitutu za varovanje zdravja, podoktorsko pa se je usposabljala tudi na Univerzi Columbia (New York, ZDA) s štipendijo Mednarodne zveze za boj proti raku. Od leta 1996 je raziskovalka Nacionalnega inštituta za biologijo, kjer je kasneje prevzela vodenje Oddelka za genetsko toksikologijo in biologijo raka. Poleg tega deluje kot profesorica toksikološke kemije na Fakulteti za farmacijo v Ljubljani.
Strokovno se posveča predvsem ekotoksikologiji – genotoksičnemu in karcinogenemu delovanju onesnažil v okolju ter zaščitnim učinkom različnih snovi. Precejšnjo pozornost je vzbudil njen raziskovalni projekt s ciljem preučevanja škodljivih učinkov citostatikov, ki se izločajo v okolje z odplakami. V te namene njena raziskovalna skupina razvija analitske tehnike in metode ugotavljanja vplivov na modelne organizme ter celične kulture.
Leta 2014 ji je Nacionalni inštitut za biologijo podelil nagrado Miroslava Zeia za izjemne dosežke na področju dejavnosti inštituta, leta 2016 pa je prejela tudi Zoisovo priznanje »za pomembne dosežke na področju raziskav okoljskih onesnažil in njihovih škodljivih vplivov na okolje in zdravje ljudi«.